# Galerida magnirostris
La cogujada picogorda (Galerida magnirostris) es una especie de ave paseriforme de la familia Alaudidae endémica del África austral.

## Taxonomía
La cogujada picogorda fue clasificada originalmente en el género Alauda, y posteriormente se trasladó al género Calendula aunque este género fue renombrado a Galerida, donde se ubica actualmente.
Se reconocen tres subespecies:
- G. m. magnirostris (Stephens, 1826) - se encuentra en el suroeste de Sudáfrica;
- G. m. sedentaria Clancey, 1993 - se extiende del extremo sudoriental de Namibia y el oeste de Sudáfrica;
- G. m. harei (Roberts, 1924) - presente en el interior de Sudáfrica y Lesoto.

## Descripción
La cogujada picogorda mide unos 18 cm de largo. Tiene una cola relativamente corta. Su pico es grueso, con la base y mandíbula inferior amarillenta, mientras que la superior es negruzca. Su plumaje es pardo grisáceo con veteado oscuro en las partes superiores, y blanquecino con el pecho densamente veteado en negro. Presenta una larga lista superciliar. Su pico de dos colores la diferencia de otras especies dimilares de Sudáfrica.

## Distribución y hábitat
La cogujada picogorda es un pájaro sedentario que cría en Sudáfrica, el extremo sureste de Namibia y Lesoto. Sus hábitats naturales son el fynbos, el matorral del karoo y los herbazales de montaña. También se encuentra en tierras cultivadas y barbecho.

## Comportamiento
Como el resto de congéneres la cogujada picogorda anida en el suelo. Se alimenta de semillas e insectos, estos últimos especialmente en la época de cría.